# Salmacina ceciliae
Salmacina ceciliae är en ringmaskart som beskrevs av Penido J.C. Nogueira och ten Hove 2000. Salmacina ceciliae ingår i släktet Salmacina och familjen Serpulidae. Inga underarter finns listade i Catalogue of Life.